# Parc Juràssic (franquícia)
Parc Juràssic (Jurassic Park en el seu idioma original) és el terme que fa referència a una saga literària i cinematogràfica que va començar amb la novel·la, que porta per títol el mateix nom, de l'escriptor nord-americà Michael Crichton, publicada el 1990. Posteriorment, va ser adaptada com una pel·lícula dirigida per Steven Spielberg. El considerava, sovint, com un relat de preocupació sobre la manipulació biològica de la mateixa manera que ho va fer en la novel·la Frankenstein, de Mary Shelley en el seu temps. En aquest relat es fa servir el concepte matemàtic de la teoria del caos i les seves implicacions filosòfiques, per explicar el col·lapse d'un parc d'atraccions que té com espectacle principal certes espècies de dinosaures recreades artificialment.
Amb la publicació de la novel·la, el món va començar a interessar-se desmesuradament en els dinosaures, un fenomen que es coneix com a dinomania, la qual cosa va donar lloc a la versió fílmica de la novel·la, protagonitzada per Sam Neill, Laura Dern, Richard Attenborough i Jeff Goldblum.
La pel·lícula mostrava dinosaures recreats a partir de robòtica i animació digital, d'una manera tan realista, mai vista fins llavors, el que li va suposar 3 Premis Oscar (Millors Efectes Especials (Stan Winston), Millor So i Millor Edició de So). En el seu temps, la pel·lícula va ser el major èxit de la història del cinema, i va donar lloc a la publicació d'una segona novel·la, El món perdut, del mateix autor, i a la versió fílmica corresponent, estrenada el 1997.
L'any 2001 es va estrenar la tercera part de la saga, la qual no es basa en cap novel·la; va ser la primera de la sèrie no dirigida per Steven Spielberg encara que estava en la producció.
Cap a l'any 2014 s'espera l'estrena de la quarta part, de la qual se sap que el seu argument serà totalment diferent respecte del que hem vist fins ara.

## Trama del llibre
La introducció de la novel·la es presenta com un breu informe de les conseqüències de l'incident d'InGen, que va ocórrer a l'agost de 1989. Aquesta "ficció com presentació del fet" havia estat utilitzada per Crichton anteriorment en "Devoradors de cadàvers" i "L'amenaça d'Andròmeda". Poc després de l'inici de la història, un grup de científics (que inclouen al paleontòleg Alan Grant i el matemàtic Ian Malcolm) són convidats a la inspecció prèvia del Parc Juràssic, un parc d'atraccions creat pel milionari John Hammond (fundador d'InGen) en l'Illa Nublar (fictícia, localitzada prop de Costa Rica). Hammond desitja escoltar les opinions dels científics i aconseguir finalment la seva aprovació del parc, tot i que Malcolm expressa dubtes des del principi.
El parc conté dinosaures, que s'han reconstruït a partir de l'ADN trobat en mosquits preservats en ambre. Hammond, i els seus enginyers genètics, amb el Dr. Henry Wu al capdavant, senten un gran plaer en explicar les maneres en què van crear als dinosaures. Els científics es mostren aprensius quan descobreixen que els dinosaures s'han estat procreant per si mateixos, malgrat els esforços d'InGen de mantenir-los estèrils.
L'acció comença quan Dennis Nedry, el principal programador informàtic del Parc Juràssic, intenta robar embrions de dinosaures segons un tracte amb Lewis Dodgson, que treballa per a un dels competidors de John Hammond, l'empresa Biosyn. Per poder assolir això, ha de desconnectar els sistemes de seguretat, fet que comporta que els tancats elèctrics, on habiten els dinosaures, es vegin privats d'energia i, de fet, moltes espècies perilloses puguin escapar. Per tant, un gran nombre de dinosaures escapen dels seus recintes, provocant fatals trobades amb el personal del parc i els visitants, qui romanen dintre del parc.
Finalment, diversos personatges escapen vius de l'illa (Grant, Gennaro, Sattler, Muldoon) però uns altres no. L'illa és destruïda per les Forces Aèries de Costa Rica, encara que es mostra una preocupant evidència que diversos velociraptors van poder escapar, així com cert nombre de procompsognàtids. El govern de Costa Rica reté als supervivents de l'incident indefinidament.
El llibre té una seqüela, El món perdut, també escrita per Michael Crichton, en la qual el científic Richard Levine amb l'ajuda d'Ian Malcolm descobreixen una segona illa amb dinosaures, l'Illa Sorna, on eren creats els dinosaures i alimentats fins que assolien l'estatura adulta. Levine i Malcolm amb l'ajut de Doc Thorne, Sarah Harding, amiga de Malcolm, i dos nois amics de Levine, fan una expedició a l'illa per documentar el comportament dels dinosaures. Alhora, Lewis Dodgson i dos companys agafen un vaixell cap a l'illa per robar un parell d'ous de cada espècie de dinosaure que hi ha a l'illa i, així, poder obrir el seu propi Parc Juràssic.
Una sèrie de tràgics esdeveniments que posen en perill la vida dels protagonistes faran que es perdin per l'illa, on descobriran el veritable secret d'InGen.
Un dels temes expressats a través d'aquesta història i les seves seqüeles és sobre els dinosaures homeotèrmics (de sang calenta), una teoria recentment popularitzada pel paleontòleg Bob Bakker.
La novel·la és més fosca que la pel·lícula en to i en contingut, amb violència gràfica i una major quantitat de morts.

## Pel·lícules
Steven Spielberg va dirigir posteriorment Parc Juràssic, filmant la pel·lícula en les illes hawaianes d'Oahu i Kauai el setembre de 1992. Es va estrenar el 1993, i és protagonitzada per Sam Neill, Laura Dern, Jeff Goldblum i Richard Attenborough. Molts arguments de la novel·la van ser canviats o eliminats, i els aspectes més foscos o violents de la història van ser transformats en aspectes molt més amables. La trama secundària que implicava que els animals s'escapaven de l'illa va ser ignorat, i la quantitat de dinosaures es va veure limitada per fer-la més manejable.
Molts personatges secundaris també van ser descartats. Moltes escenes es van realitzar igual que en la novel·la, però amb alguns canvis en les espècies de dinosaures rellevants. La pel·lícula va ser extremadament popular, guanyant en total $919.700.000 dòlars a nivell mundial, el nivell més alt en aquella època, i el setè lloc a nivell mundial en recaptació total fins a 2006.
Gran part de l'èxit de la pel·lícula va ser a causa dels seus efectes especials, creats principalment per Industrial Light and Magic. Amb l'ús d'efectes mecànics convencionals i gràfiques CGI, els dinosaures en la pel·lícula semblaven relativament realistes, a causa de l'experiència que ILM havia adquirit en pel·lícules anteriors tals com Terminator 2: Judgment Day. Parc Juràssic va marcar un abans i un després en la indústria de Hollywood, perquè es va passar dels efectes òptics convencionals a les tècniques digitals.
La pel·lícula va guanyar tres Oscar de l'Acadèmia pels seus efectes visuals, els efectes sonors, i edició de so, i va generar dues continuacions, El món perdut: Parc Juràssic (1997) i Parc Juràssic III (2001). Parc Juràssic IV està actualment en preproducció. També existeixen atraccions basades en Parc Juràssic en els parcs temàtics de Universal Studios en Orlando, Califòrnia i Osaka.

## Canvis entre la novel·la i la pel·lícula
Existeixen algunes diferències substancials entre el llibre i la pel·lícula. Algunes d'aquestes diferències són l'eliminació de personatges, una cronologia alterada, i, a més, alguns personatges són modificats respecte dels seus equivalents en la novel·la.
- Ian Malcolm, tal com apareix en el llibre, és un home amb un àcid sentit de l'humor i intel·ligència brillant, que no va poder apreciar l'exactitud de les seves teories sobre els errors de la gestió del parc perquè un atac de dinosaure el fereix greument i conseqüentment és immobilitzat. Els extensos (i una mica lents) monòlegs de Malcolm són atenuats en la pel·lícula. En el llibre suposadament mor al final, atès que l'ajuda mèdica no arriba a temps (almenys és el que se'ls informa a Grant i Sattler una vegada fora de l'illa), no obstant això, Ian malcolm reapareix en la segona part El Món Perdut.
- La relació entre Alan Grant i Ellie Sattler en el llibre era purament professional, mentre que en la pel·lícula estan implicats románticament.
- Donald Gennaro es descriu com un tipus musculós en la novel·la, i la seva edat s'estipula al voltant dels 40. Ell és major i de trets més fins en la pel·lícula. En el llibre, Gennaro es mostra més valent que en la pel·lícula. Aquest personatge sobreviu en el llibre, però no en la pel·lícula.
- El personatge de John Hammond és completament diferent: en el llibre mor al final a la mercè d'un nombrós grup de dinosaures petits ("compis") mentre intentava pujar un pujol cap al seu bungalow amb un turmell trencat, mentre pensava plans per reconstruir el parc en alguna altra part, per irritació dels seus convidats i els seus nets. Així mateix, es mostra com un personatge freturós d'escrúpols, capaç de qualsevol cosa darrere de l'èxit econòmic. En la pel·lícula, Hammond escapa completament il·lès, humiliat i terroritzat per la monstruositat que ha creat. En el llibre, també ho retraten com un vell capritxós i absurd. Ell és molt més savi i agradable en la pel·lícula.
- En la novel·la, Lex Murphy és més jove que Tim i retratada com una nena atrevida, mentre que Tim és un maníac dels ordinadors amb una obsessió pels dinosaures. En la pel·lícula, Tim és el més jove dels dos i la seva personalitat d'intrús informàtic és retratada per Lex.

## Separació de la continuïtat
Hi ha diferències clau entre les novel·les, les pel·lícules i els còmics en Jurassic Park. Les diferències no solament estan en la disposició arquitectònica de l'illa, sinó també en els dinosaures, les dates, i, fins i tot, els personatges utilitzats. L'estat sobre el que seria considerat com cànon varia des del punt que s'observa Jurassic Park. Per exemple, si un mirés les pel·lícules com la font oficial del cànon, només els esdeveniments considerats en les tres pel·lícules serien considerats cànon de la pel·lícula. No obstant això, si un mirés estrictament les novel·les com la font oficial, llavors solament les novel·les serien considerades cànon. Els videojocs, especialment Trespasser, són considerats cànon de les pel·lícules en teoria, encara que també té algunes contradiccions. Els còmics il·lustren a l'Illa Nublar amb una quantitat indeterminada de dinosaures, i fins i tot porten a Robert Muldoon de nou a la vida. La conclusió a la qual es pot arribar d'això és que les novel·les, els còmics, i les pel·lícules han de ser considerats dins del seu propi cànon individual i no es poden combinar un amb un altre.
Els mateixos parcs temàtics són una altra interpretació d'aquesta franquícia. En la seva imatge ignoren alguns temes precautoris en un esforç de reconstruir el parc de John Hammond, i manar als visitants en un viatge emocionant, que inclou als amenaçants raptors que s'escapen i el mateix T.Rex., i també la informació sobre els passejos extreta de la pel·lícula. Si els passejos contradiuen el que va ser indicat en les pel·lícules sobre la informació pertinent a la funcionalitat del parc, de les illes, o dels dinosaures que estaven presents, simplement aquestes fonts no són tingudes en compte. Això pot semblar una mica confús, però és l'única manera veure com les Illa Nublar i Illa Sorna es relacionen.

## Desenllaç original
Originalment, es va pretendre que la pel·lícula finalitzés amb l'esquelet del T-Rex (en el centre de visitants) caient sobre els raptors abans que ataquessin a Alan Grant, Tim, Lex, i Ellie Sattler. Hammond arriba i dispara als velociraptors amb una escopeta. Posteriorment, quan el final original va ser considerat com massa simplista, l'esquelet va ser substituït per un Tiranosaure Rex viu que ataca als raptors, salvant al Doctor Grant i als altres. Aquest desenllaç també elimina l'escena on se li dispara als velociraptors. En ambdues versions, els éssers humans supervivents fugen ràpidament amb en Hammond en el seu Jeep cap a l'helicòpter i escapen de l'illa.
El final original va ser utilitzat en el videojoc de Jurassic Park per a Sega Genesis. El final es fa servir com a història d'Alan Grant, amb una alteració de menor importància, en el qual el jugador ha d'usar magranes per derrocar l'esquelet i matar el raptor. Alternativament, si tipus d'història és el del velociraptor, el final del joc implica copejar la base de l'esquelet amb les potes fent-ho esfondrar. D'aquesta manera s'aconsegueix derrotar a Alan Grant.

## Els dinosaures recreats en el Parc Juràssic
Aquests dinosaures són els que apareixen en les pel·lícules de Jurassic Park:
- Braquiosaures.
- Dilofosaures.
- Gallimimus.
- Triceratops.
- Tiranosaure Rex.
- Velociraptor.
- Parasaurolophus.
- Metriacanthosaurus (vist en els conservadors criogènics i en el fullet turístic).
- Proceratosaurus (vist en els conservadors criogènics i en el fullet turístic).
- Herrerasaurus (vist en el fullet turístic).
- Stegosaurus (vist en els conservadors criogènics).
- Baryonyx (vist en el fullet turístic).
- Segisaurus (vist en el fullet turístic).
- Pteranodon (està confirmat en l'Illa Nublar per les diapositives i la veu informativa durant el menjar i el mural del centre de comunicacions del Món Perdut: Jurassic Park. També està confirmat que és l'únic pterosaure clonat per InGen).
- Compsognathus (es va suggerir que es trobava en l'Illa Nublar en l'exhibició de 1995, i es va indicar que estaria en el vídeo del passeig pel parc en Universal Studios Hollywood).

Nota: en la pel·lícula són 15 els dinosaures clonats, pel que aquesta llista es tancaria aquí.
Nota: així i tot, en les dues pel·lícules posteriors, El Món Perdut: Jurassic Park i Jurassic Park III, apareixen moltes més classes de dinosaures; això és a causa del fet que l'Illa Sorna era el lloc original de naixement dels dinosaures, i part d'ells no van ser traslladats a l'Illa Nublar.
Aquests són els dinosaures confirmats en l'Illa Nublar en les novel·les:
- Tyrannosaurus Rex.
- Velociraptor.
- Dilophosaurus.
- Apatosaurus.
- Hadrosaurus.
- Maiasaura.
- Stegosaurus.
- Triceratops.
- Procompsognathus.
- Styracosaurus.
- Hypsilophodon.
- Othnielia.
- Ankylosaurus.
- Microceratops.
- Cearadactylus.
- Ornitosuchus.
- Coelurosaurus.
- Algunes edicions de la novel·la nomenen al Callovosaurus en comptes del Microceratops. Això pot ser un descuit editorial, ja que hi hauria 16 classes en comptes de 15.

En cert punt de la novel·la, s'esmenta que el Tiranosaure del parc està caçant un "Camarasaurus", encara que això és probablement un descuit editorial i realment es referien a l'Apatosaurus.
També va ser clonada una classe de libèl·lula per al parc.

## Qüestions biològiques
El Velocirraptor de Jurassic Park és més gran que els velociraptors reals, aproximant la seva grandària amb el del Deynonichus, un dromeosàurid de les mateixes característiques però dues vegades més gran.
El Procompsognathus de la novel·la segrega un verí similar al d'una cobra, encara que més primitiu. Aquesta capacitat per incapacitar a la seva presa està absent en les pel·lícules.
El Dilophosaurus de la pel·lícula és més petit que el Dilophosaure real (6 m), i tenia en el coll una membrana molt cridanera similar al del clamidosaure a partir d'una glàndula segregadora de verí. Aquest plec i el verí es van escriure posteriorment en la novel·la.
Pel que fa a la teoria que el T-Rex no podia veure a un ésser immòbil, algunes persones critiquen que, de totes maneres, els podria olorar. A més, la majoria dels paleontòlegs consideren que el T-Rex sí que podia veure preses estàtiques. Això es reconeix en la segona novel·la, El món perdut: Jurassic Park, quan un personatge procura evadir a un Tiranosaure en no moure's. Aquesta tàctica falla i és criticada pel paleontòleg Richard Levine, argumentant que el T-Rex no atacaria a la presa si no és per fam.

### Altres qüestions
En l'escena en què Dennis Nedry roba l'ADN dels dinosaures, diversos noms en els tubs criogènics estan mal escrits.
Tant en el llibre com en la pel·lícula s'afirma que els dinosaures són incapaços de sintetitzar, per si mateixos, l'aminoàcid de lisina, no obstant això, la lisina és un dels aminoàcids essencials que cap animal vertebrat contemporani pot sintetitzar, de manera que no seria una mesura de seguretat tan astuta com sembla. Això explica la supervivència dels dinosaures en l'Illa Sorna, i de fet ho confirma un personatge.

### Base contextual biotecnològica
L'ADN dels dinosaures s'extreu de mosquits fossilitzats en ambre, i aquesta petita quantitat és llavors amplificada per la reacció en cadena de la polimerasa (PCR). Això ha estat realitzat anteriorment sense èxit.
Existeixen alguns problemes amb aquest mètode:
1. Alguns ADN mostrats en la pel·lícula són extrets de mosquits atrapats en ambre dominicà. L'ambre dominicà té aproximadament 30 milions d'anys d'antiguitat, quan els dinosaures tenen aproximadament 65 milions d'anys.
2. Es desconeix quina sang de dinosaure contenen les mostres. Seria impossible dir quina és l'espècie, perquè les seqüències d'ADN se situarien en alguna part entre el dels ocells i el dels cocodrils. El llibre tracta aquest assumpte, indicant que "tot just s'interessen per esbrinar-ho" per a molèstia de Malcolm.
3. El PCR de l'actualitat no pot amplificar grans quantitats d'ADN. Si fos possible es perdria gran quantitat de temps.
4. L'ambre és un dels materials més conservadors, ja que és orgànic. Però l'ADN no pot conservar-se durant milions d'anys.
5. Els buits de l'ADN són completats amb ADN d'amfibi. Això és extremadament difícil, encara que l'ús d'ADN de granota és una justificació al canvi de sexe dels dinosaures.

### Llibres relacionats
La ciencia de Jurassic Park y El Mundo Perdido, cómo crear un dinosaurio, escrit per Rob DeSalle i David Lindley. BasicBooks, Nova York, 1997. xxix, 194 pàgines il·lustrades. ISBN 0-465-07379-4.

## Còmics
La pel·lícula va comptar amb uns creadors de luxe. Gil Kane, que ja havia dibuixat les incursions de Spiderman en el món prehistòric de Ca-Zar, es va encarregar del dibuix, George Pérez de l'entintat i el guió va córrer per compte de Walter Simonson.
Edicions B va editar en el mercat espanyol els quatre nombres de la sèrie en format comic book i en un tom recopilatòri (àlbum) (1993).

## Videojocs
S'han fet molts jocs de Jurassic Park com material relacionat amb la pel·lícula. Els títols han aparegut en una àmplia gamma de sistemes, incloent NES, Sega Master System, Game Boy, Game Boy Color, Game Boy Advance, Game Gear, Game.com, Commodore Amiga, PC (MS-DOS i Windows), SNES, Sega Mega Drive, Sega Mega-CD, 3DO, Sega Saturn, PlayStation, PlayStation 2 i Xbox. També es van realitzar diversos arcades.

## Música
La banda sonora va ser escrita per John Williams, sent ell mateix qui va dirigir l'orquestra simfònica de Londres durant el seu enregistrament. A Williams se li deuen les bandes sonores de les sagues de La Guerra de les Galàxies, Tauró, Superman, Indiana Jones, Harry Potter i A.I. Artificial Intelligence, entre d'altres.

## Repartiment
- Sam Neill (Dr. Alan Grant).
- Laura Dern (Dra. Ellie Sattler).
- Jeff Goldblum (Dr. Ian Malcolm).
- Richard Attenborough (John Hammond).
- Bob Peck (Robert Muldoon).
- Martin Ferrero (Donald Gennaro).
- Joseph Mazello (Tim Murphy).
- Ariana Richards (Lex Murphy).
- Samuel L. Jackson (Ray Arnold).
- B. D. Wong (Henry Wu).
- Wayne Knight (Dennis Nedry).
- Gerald R. Molen (Gerry Harding).
- Miguel Sandoval (Juanito Rostagno).
- Cameron Thor (Lewis Dodgson).